# ツノシマクジラ
ツノシマクジラ (Balaenoptera omurai) は日本で発見されたヒゲクジラの一種である。鯨偶蹄目ヒゲクジラ亜目ナガスクジラ科ナガスクジラ属に属する。

## 名称
種小名の「omurai」および英名の「Omura's Whale」は日本の鯨類学の祖、大村秀雄にちなんで名付けられた。英語での別称として「Dwarf Fin Whale（ドワーフナガスクジラ）」や「Pygmy Bryde's Whale（ピグミーニタリクジラ）」が存在する。
和名はホロタイプの産地である山口県下関市（旧豊浦郡豊北町）の角島に由来する。命名、発表者は和田志郎、山田格、大石雅之の三名。

## 分類
1970年代に捕獲された個体が誤認されていた様に、ニタリクジラと類似した形態を持つ。元々この「ニタリクジラ」には複数の種が含まれていると考えられており、研究チームはこのクジラのDNAについても解析を行った。結果、ニタリクジラは三つの種に分割されると結論付けられている。一つはニタリクジラ、もう一つはカツオクジラ、そしてこのツノシマクジラである。
和田らによれば、イワシクジラとニタリクジラ、カツオクジラ、ツノシマクジラは近縁で、最初に分岐したのがツノシマクジラ、次がカツオクジラ、そして（狭義）ニタリクジラとイワシクジラが姉妹群を成すという。2021年には、メキシコ湾に定住しているクジラがライスクジラ（英語版）と分類され、やはり新種認定されている。
|  | カツオクジラ                                                  |
|  |                                                               |
|  | ライスクジラ                                                  |
|  |                                                               |
|  | \| \| ニタリクジラ \| \| \| \| \| \| イワシクジラ \| \| \| \| |
|  |                                                               |
|  | ニタリクジラ                                                  |
|  |                                                               |
|  | イワシクジラ                                                  |
|  |                                                               |

|  | ニタリクジラ |
|  |              |
|  | イワシクジラ |
|  |              |

|  | カツオクジラ                                                  |
|  |                                                               |
|  | ライスクジラ                                                  |
|  |                                                               |
|  | \| \| ニタリクジラ \| \| \| \| \| \| イワシクジラ \| \| \| \| |
|  |                                                               |
|  | ニタリクジラ                                                  |
|  |                                                               |
|  | イワシクジラ                                                  |
|  |                                                               |

|  | ニタリクジラ |
|  |              |
|  | イワシクジラ |
|  |              |

|  | カツオクジラ                                                  |
|  |                                                               |
|  | ライスクジラ                                                  |
|  |                                                               |
|  | \| \| ニタリクジラ \| \| \| \| \| \| イワシクジラ \| \| \| \| |
|  |                                                               |
|  | ニタリクジラ                                                  |
|  |                                                               |
|  | イワシクジラ                                                  |
|  |                                                               |

|  | ニタリクジラ |
|  |              |
|  | イワシクジラ |
|  |              |

|  | カツオクジラ                                                  |
|  |                                                               |
|  | ライスクジラ                                                  |
|  |                                                               |
|  | \| \| ニタリクジラ \| \| \| \| \| \| イワシクジラ \| \| \| \| |
|  |                                                               |
|  | ニタリクジラ                                                  |
|  |                                                               |
|  | イワシクジラ                                                  |
|  |                                                               |

|  | ニタリクジラ |
|  |              |
|  | イワシクジラ |
|  |              |

|  | カツオクジラ                                                  |
|  |                                                               |
|  | ライスクジラ                                                  |
|  |                                                               |
|  | \| \| ニタリクジラ \| \| \| \| \| \| イワシクジラ \| \| \| \| |
|  |                                                               |
|  | ニタリクジラ                                                  |
|  |                                                               |
|  | イワシクジラ                                                  |
|  |                                                               |

|  | ニタリクジラ |
|  |              |
|  | イワシクジラ |
|  |              |

|  | カツオクジラ                                                  |
|  |                                                               |
|  | ライスクジラ                                                  |
|  |                                                               |
|  | \| \| ニタリクジラ \| \| \| \| \| \| イワシクジラ \| \| \| \| |
|  |                                                               |
|  | ニタリクジラ                                                  |
|  |                                                               |
|  | イワシクジラ                                                  |
|  |                                                               |

|  | ニタリクジラ |
|  |              |
|  | イワシクジラ |
|  |              |

|  | カツオクジラ                                                  |
|  |                                                               |
|  | ライスクジラ                                                  |
|  |                                                               |
|  | \| \| ニタリクジラ \| \| \| \| \| \| イワシクジラ \| \| \| \| |
|  |                                                               |
|  | ニタリクジラ                                                  |
|  |                                                               |
|  | イワシクジラ                                                  |
|  |                                                               |

|  | ニタリクジラ |
|  |              |
|  | イワシクジラ |
|  |              |

|  | カツオクジラ                                                  |
|  |                                                               |
|  | ライスクジラ                                                  |
|  |                                                               |
|  | \| \| ニタリクジラ \| \| \| \| \| \| イワシクジラ \| \| \| \| |
|  |                                                               |
|  | ニタリクジラ                                                  |
|  |                                                               |
|  | イワシクジラ                                                  |
|  |                                                               |

|  | ニタリクジラ |
|  |              |
|  | イワシクジラ |
|  |              |

## 分布
これまで本種と分かった状態で確認された個体数が少ないため、はっきりとした分布は分かっていない。過去に商業捕鯨で捕獲されてきたナガスクジラ科に本種が含まれていた可能性は大きく、商業捕鯨以前の分布と現在の分布状況に差があるのかの是非も不明である。また、ニタリクジラやカツオクジラと分布を共有している海域も存在する。
これまでに、日本海、南北太平洋、インド洋、アラビア海、紅海、南北大西洋で確認されてきた。特に近年の観察記録が目立つ国々は、アンダマン諸島（インド）、タイ、フィリピン、インドネシア、ソロモン諸島、オーストラリア、マダガスカル等である。
2005年に宮崎県宮崎市（日向灘）の海岸に体長約3.2m程の幼体の雌が漂着した。2018年には、庄西町沖の富山湾にて本種と思わしき鯨類が観察されており、本種の確認記録でもかなりの高緯度に分布している。また、房総半島、東京湾、相模湾、伊勢湾、瀬戸内海（香川県の粟島）、日向灘でも漂着や混獲などが記録されている。
2015年にはマダガスカル沖で子供を含む25頭ほどの群れが目撃され、その後、この海域（ノシ・ベ周辺）には本種が定住していると判明している。また、音響調査の結果、オーストラリアの北西部にも個体群が存在する事が判明している。
台湾では、東海岸のホエールウォッチング業者が2016年以降何度か目撃している。
スリランカにおける初の生きた個体の観察は2017年に記録されている。

## 形態

採餌中の個体（ノシ・ベ）

体長は12m以下とされるが、標本数が少ないため平均値は不確かで、洋上での目測で15mに達したとされる報告もある。いずれにせよ、大型種の多いヒゲクジラ類では比較的小柄であり、本種よりも小型の現生ヒゲクジラ類にはミンククジラ・ドワーフミンククジラ・クロミンククジラ・コセミクジラが該当する。
ナガスクジラ属に共通する外見を持つ一方で、体色はナガスクジラと同様に左右非対称である。背面が濃い灰色、腹面は白色だが、左胸まで灰色の部分が広がる。胸びれの前縁と裏は白色。のどの畝状部は後方、臍まで達しその数は90近い。
髭板は、右列前方のみ黄白色で他は黒色が混ざる。つまり体色と同じく左側に黒い部分が多く、この点はクロミンククジラに似る。
髭板の数は片側200枚前後と、大小問わず片側300枚持つ他のヒゲクジラ亜目に比べ明らかに少ない。頭骨を上から見ると、上顎骨外縁部の吻端から頬にかけての輪郭が丸みを帯びている。
さらに、クジラ類特有の左右上顎骨間にある深い溝の最大幅が、ナガスクジラ属では最も狭い。これらはツノシマクジラ独特の特徴である。
タイでは、2024年の元旦から天然資源・環境省がパンガー湾やピーピー諸島等のアンダマン海を中心に本種の生態調査を行っていたが、元旦とその数日後にプーケット近郊とピーピー諸島でアルビノまたは白変個体が観光客によって連続して観察されている。

## 生態

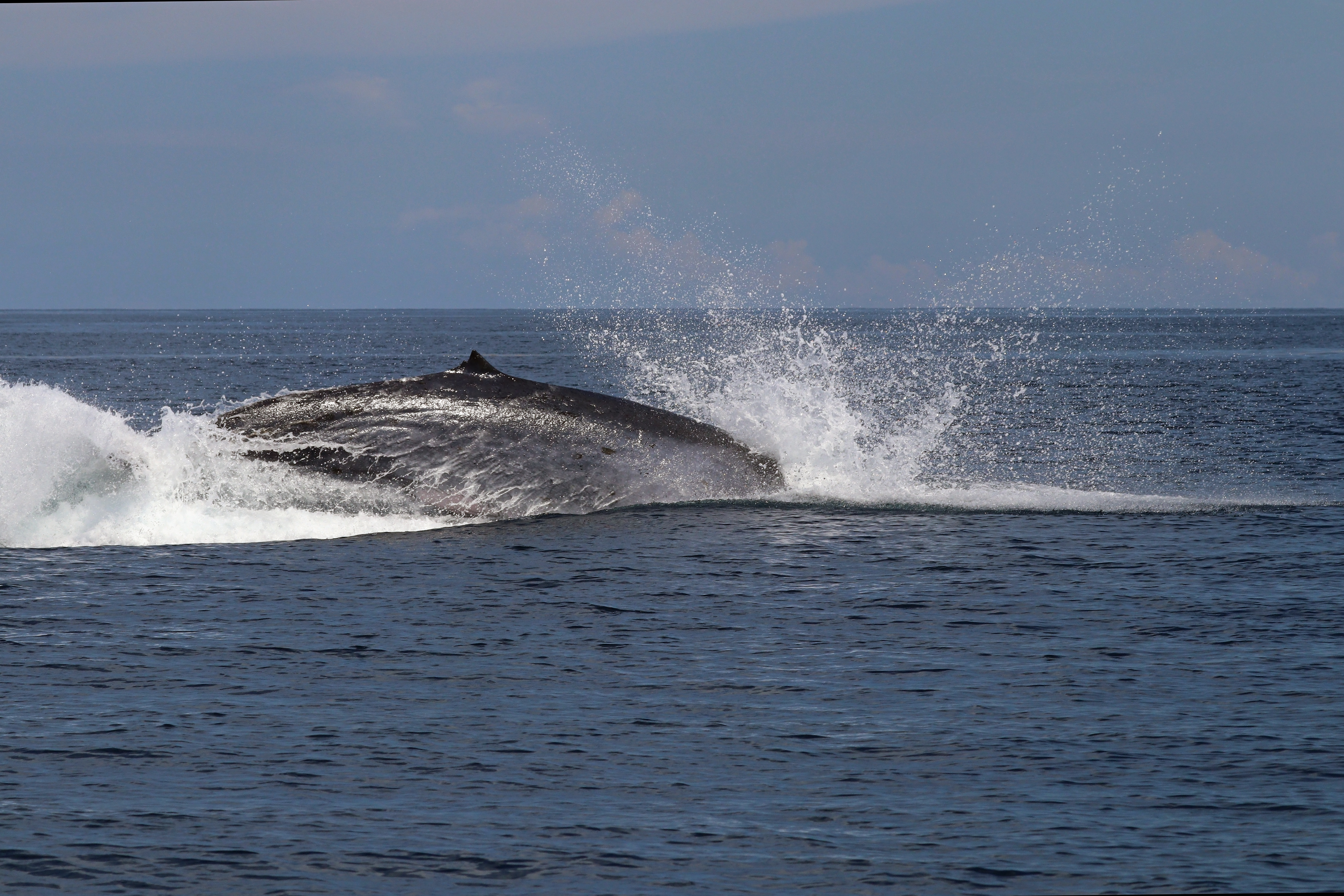
ブリーチング（ノシ・ベ）

生態は解明されておらず、生息数や産まれた直後の体長なども不明である。一方で、他の多くのヒゲクジラ類とは異なり、大規模な回遊を行わないと思われる。
通常は単独または2頭で行動するが、群れや特定の範囲への小規模な集合が見られる場合もあり、後者の場合には互いにある程度の距離を保ちながら留まったり採餌や繁殖行動を行う可能性がある。
「歌」も確認されており、低音で反復的なメロディーを1時間以上も継続したり、複数の個体によるコーラスが行われる際にはより高音になる事からも、複数の雄による雌への求愛の歌だと推測されている。
ヒゲクジラ類を中心とした大型鯨類は回遊と排泄を経て海洋生態系全体の生産力の向上や気候変動の抑止に貢献しているとされており、捕鯨を中心とした人為的な影響によって大型鯨類の個体数が激減したことの悪影響も指摘されている。捕鯨問題#益獣論も参照。

## 発見

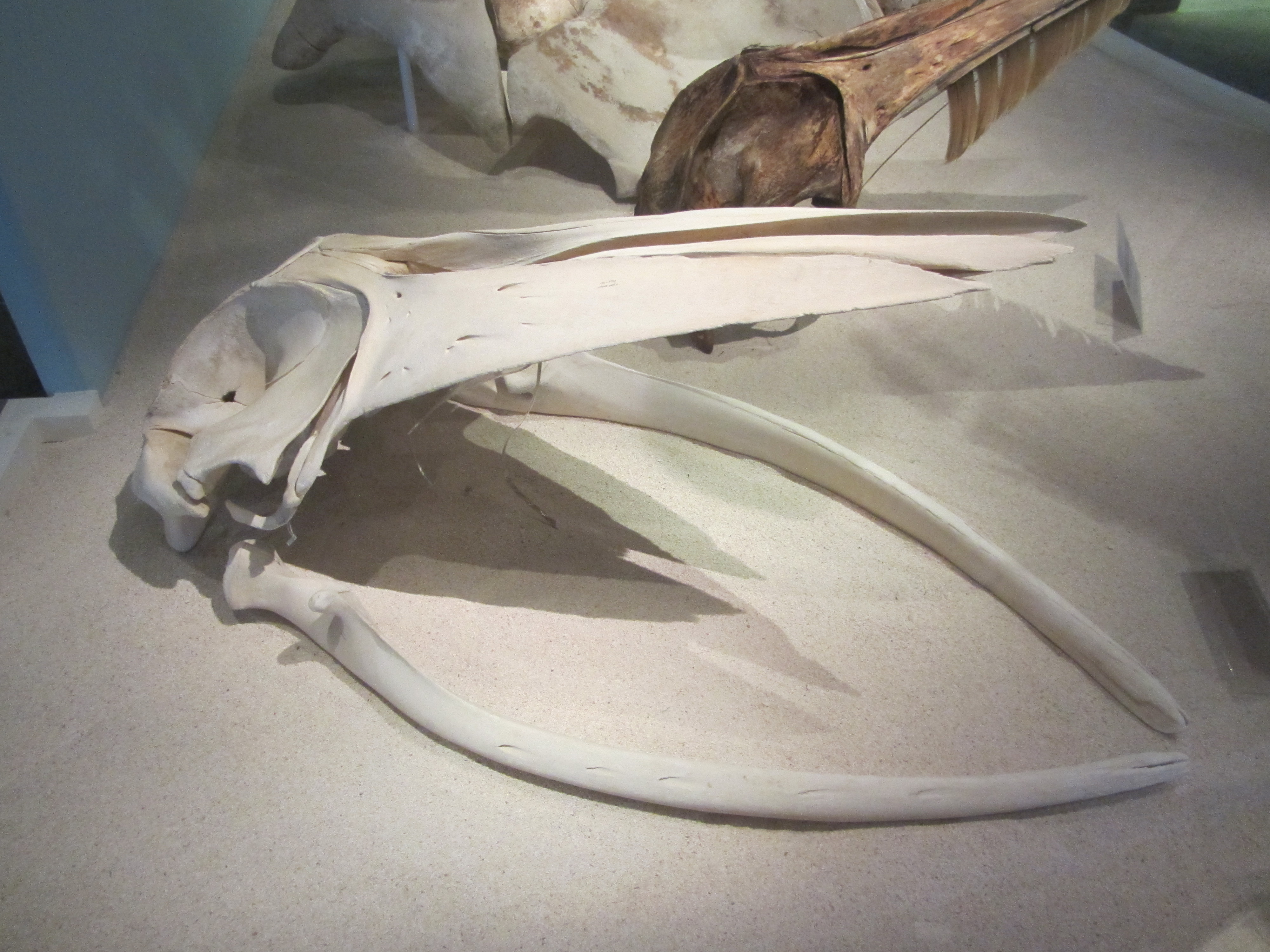
ツノシマクジラの頭骨

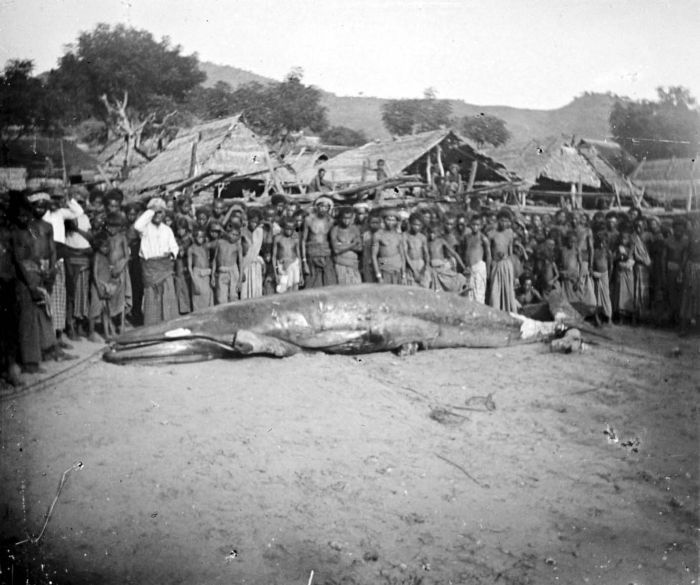
20世紀前半にソロール諸島で捕獲された、本種と思わしい幼獣。

1970年代末、命名、発表者の一人の和田志郎は遠洋水産研究所の鯨類資源研究室において、調査捕鯨により捕獲された、南半球産のニタリクジラの臓器標本の遺伝子解析を行っていたところ、1976年に太平洋熱帯海域（ソロモン海）産の雌雄各三体、1978年にココス諸島近海のインド洋産の雌二体の標本がユニークな遺伝子を持つ事を発見した。これらは体長が約9.6 - 11.5mと小型であるにもかかわらず、成熟した個体であった。これらは新種の可能性があるとしてイギリスの総合学術雑誌「ネイチャー (Nature) に論文を投稿する運びとなった。しかし、形態情報の不足などを指摘され、投稿には至らなかった。このため和田はナガスクジラ属の形態を詳細に調査した結果、ニタリクジラとされるナガスクジラ科には幾つかの種が含まれている事が判明した。当初は「ニタリクジラ」と呼ばれた「B. brydei」と、後に同種とされた「B. edeni（カツオクジラ）」は別種であり、また八体のクジラも別種であったと和田は結論付けた。新種クジラの骨格の形態に関するデータは揃っていなかった。和田は国立科学博物館の山田格の協力を得、八体のクジラを新種として公表する予定であった。
しかし、その直後の1998年9月11日、日本海を航行中の漁船が山口県角島近海の海士ヶ瀬戸（本州との間の海域）においてクジラと衝突する事故が発生した。このヒゲクジラは体長約11mのナガスクジラ科であり、事故当時既に死んでいたか瀕死の状態であった可能性が指摘されている。これは、この海域でクジラやイルカの目撃例が稀であり、また健康な状態のクジラが低速の船と衝突する可能性が低いからである。このクジラは山田が確保し、水産総合研究センター中央水産研究所、岩手県立博物館、日本鯨類研究所などで詳細に調査された。調査開始が三日後であったため腐敗がひどく、軟組織など腐敗しやすい部位の詳細な調査が難しかった。しかし、化骨の状態はすでにこの個体が十分に成熟、あるいは既に老齢であることを示しており、とくに形態が似ているナガスクジラは成体で体長が20メートルを超えるため、大型種の幼体でないことは確かであった。また、寛骨の形態が特異であり、病変個体あるいは未知の種である可能性が指摘され、同様に頭骨も独特の形態を示していた。
そして、鼻骨周辺の形やミトコンドリアのDNAなどから、この個体が先の八体の標本と同じく新種であると結論付けられ、最終的に「Balaenoptera omurai」と命名されて11月20日発行の『ネイチャー』にて論文が発表された。ヒゲクジラ類では新種の発見は1913年以来、90年ぶりとなった。